# Nauru-Abkommen

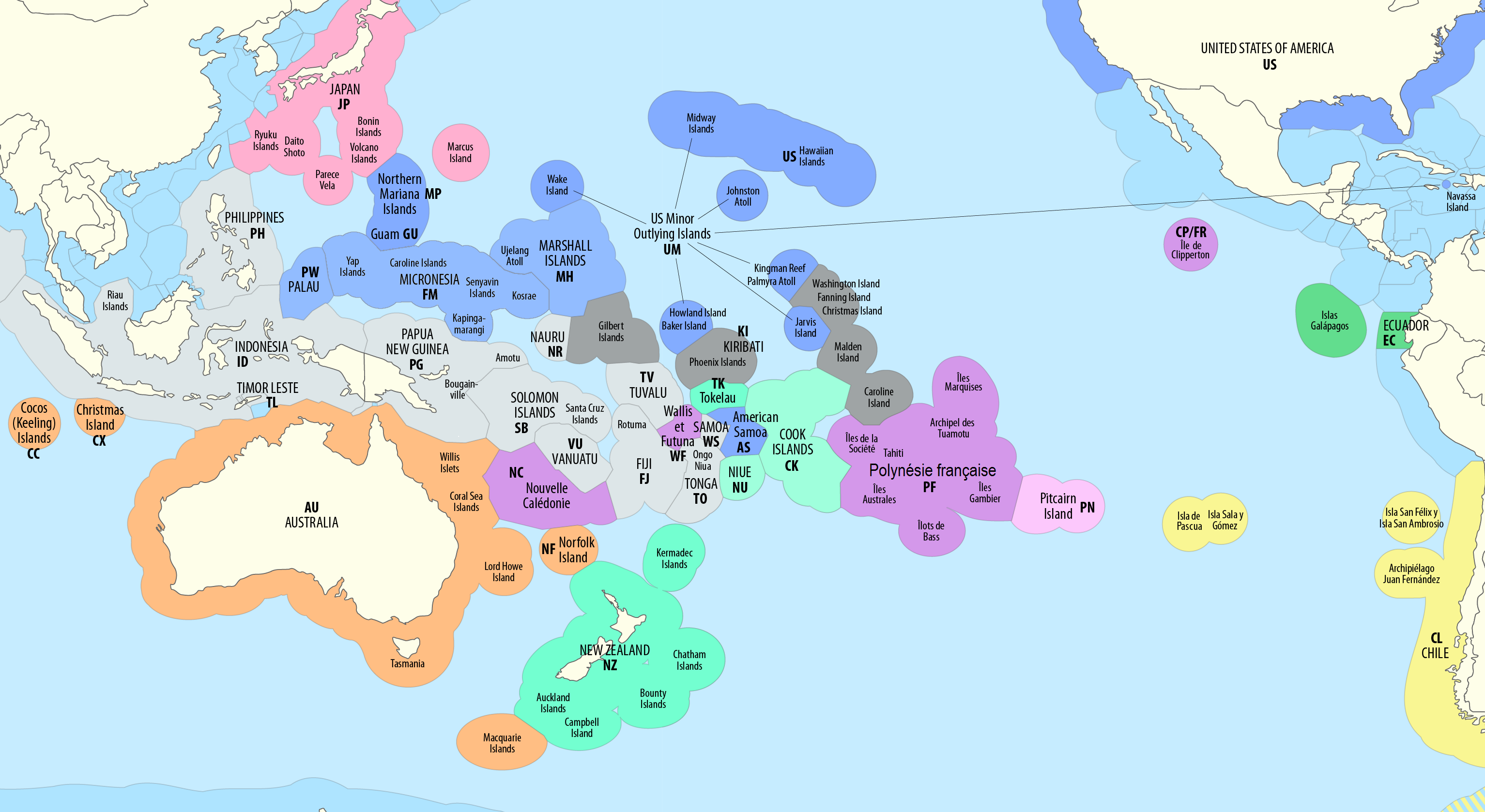
Die Ausschließlichen Wirtschaftszonen der Unterzeichnerstaaten des Nauru-Abkommens

Das Nauru Agreement (vollständiger Name: englisch Nauru Agreement Concerning Cooperation in the Management of Fisheries of Common Stocks), deutsch meist als „Nauru-Abkommen“ übersetzt, ist ein Abkommen über die Fischerei im nördlichen und westlichen Pazifik. Es wurde am 11. Februar 1982 in Nauru unterzeichnet. Vertragsparteien sind die Föderierten Staaten von Mikronesien, Kiribati, die Marshallinseln, Nauru, Palau, Papua-Neuguinea, die Salomonen und Tuvalu. Es gilt in den ausschließlichen Wirtschaftszonen dieser Inselstaaten. Das Gebiet umfasst etwa 14,8 Millionen Quadratkilometer.
Gegenstand des Abkommens ist in erster Linie die Ringwadenfischerei nach Thunfischen, insbesondere dem Echten Bonito und dem Gelbflossen-Thun. In den Gewässern der Vertragsstaaten sind etwa 50 % des globalen Aufkommens an Echtem Bonito beheimatet. Diese machen 70 % der insgesamt 1,6 Millionen Tonnen an Fischvorkommen im Bereich des Abkommens aus, 20 bis 30 % des Fisches sind Gelbflossen-Thun. Der geschätzte Wert der Fischvorkommen beträgt 300 Millionen US-Dollar, nach Verarbeitung bis zu 8 Milliarden US-$. Die Unterzeichnerstaaten legen den Zugang für Schiffe, die Bedingungen für die Fischerei in der Region sowie Mindestpreise fest. Ein Büro der Organisation befindet sich seit 2010 in Majuro. Auf Nauru liegt die Kontrolle des Abkommens in den Händen der Nauru Fisheries and Marine Resources Authority (NFMRA).